# Trockenaue

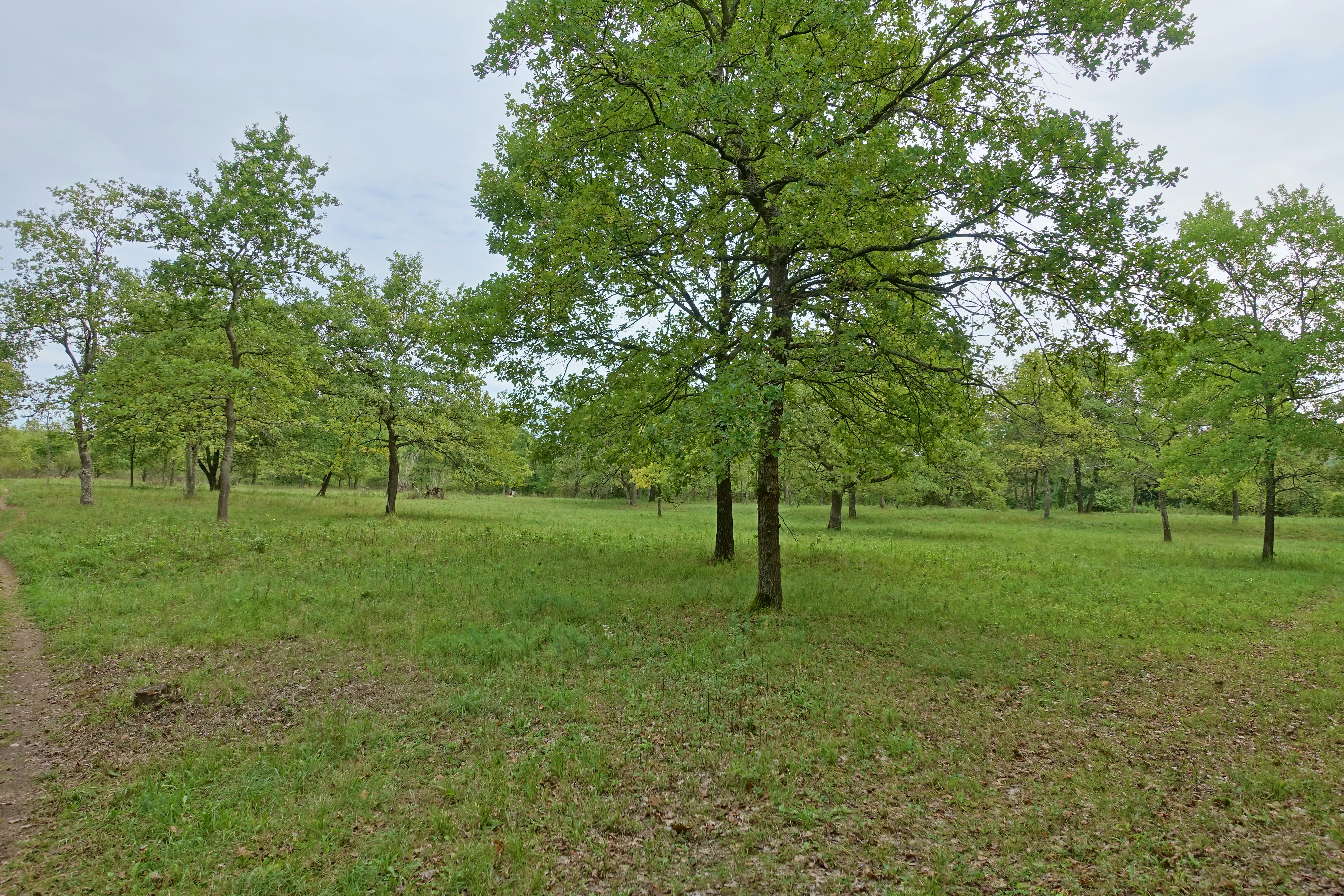
Trockenaue mit „Licht-“ bzw. Offenwald im Naturschutzgebiet Kapellengrien bei Lörrach

Trockenaue bezeichnet durch Tiefenerosion nach der Rheinbegradigung durch Tulla aus der aktiven Flussaue herausgefallene, auch bei extremen Hochwässern oder Überschwemmungen nicht mehr überflutete, flussabwärts östlich gelegene Flussuferbereiche am Ober- bzw. hier „Alt- oder Restrhein“ zwischen Weil und Breisach am Rhein. Aufgrund des kiesigen Untergrunds sind sie teils sehr trocken und bieten entsprechenden, teils seltenen bis sehr seltenen Pflanzen und Tierarten Lebensraum.

## Eigenarten
Trockenauen unterscheiden sich in Flora und Fauna maßgeblich von ihrem Gegenstück „Feuchtbiotop“, wie alle Übergangsbereiche („Grenzliniengebiete“, „Ökoton“) weisen sie dabei eine (sehr) hohe Artenvielfalt auf.
Die entsprechenden, „deutschlandweit einzigartigen“ Bereiche am östlichen Ufer des Oberrheins z. B. sind vor allem von Menschenhand entwässerte Feuchtgebiete aufgrund der vom badischen Ingenieur Johann Gottfried Tulla geplanten Rheinbegradigung (zwischen 1817 und 1876) mit in der Folge auch Grundwasserabsenkungen: Kiesreiche, Mutterboden-arme Bereiche ohne Grundwasser-Anschluss als Teil des „Ökosystems Rhein“.

### „Licht-“ bzw. „Offenwald“
Die in den Trockenauen am Oberrhein aufzufindenden lichten Waldbereiche waren vormals Hutewälder: Vieh-Weidewald z. B. zur Eichelmast von Schweinen. Hierbei entstanden von höherem Bewuchs freie Lichtungen, hier mit alten, aufgrund des nährstoffarmen Bodens niedrig gewachsenen Eichen, unterbrochen von Süßgrasflächen. Sie werden heute mittels Schaf-Beweidung offengehalten, verbuschte Bereiche durch forstliche Maßnahmen („Hieb“) reduziert.

## Lebensraum für (sehr) seltene Tier- und Pflanzenarten

### Fauna

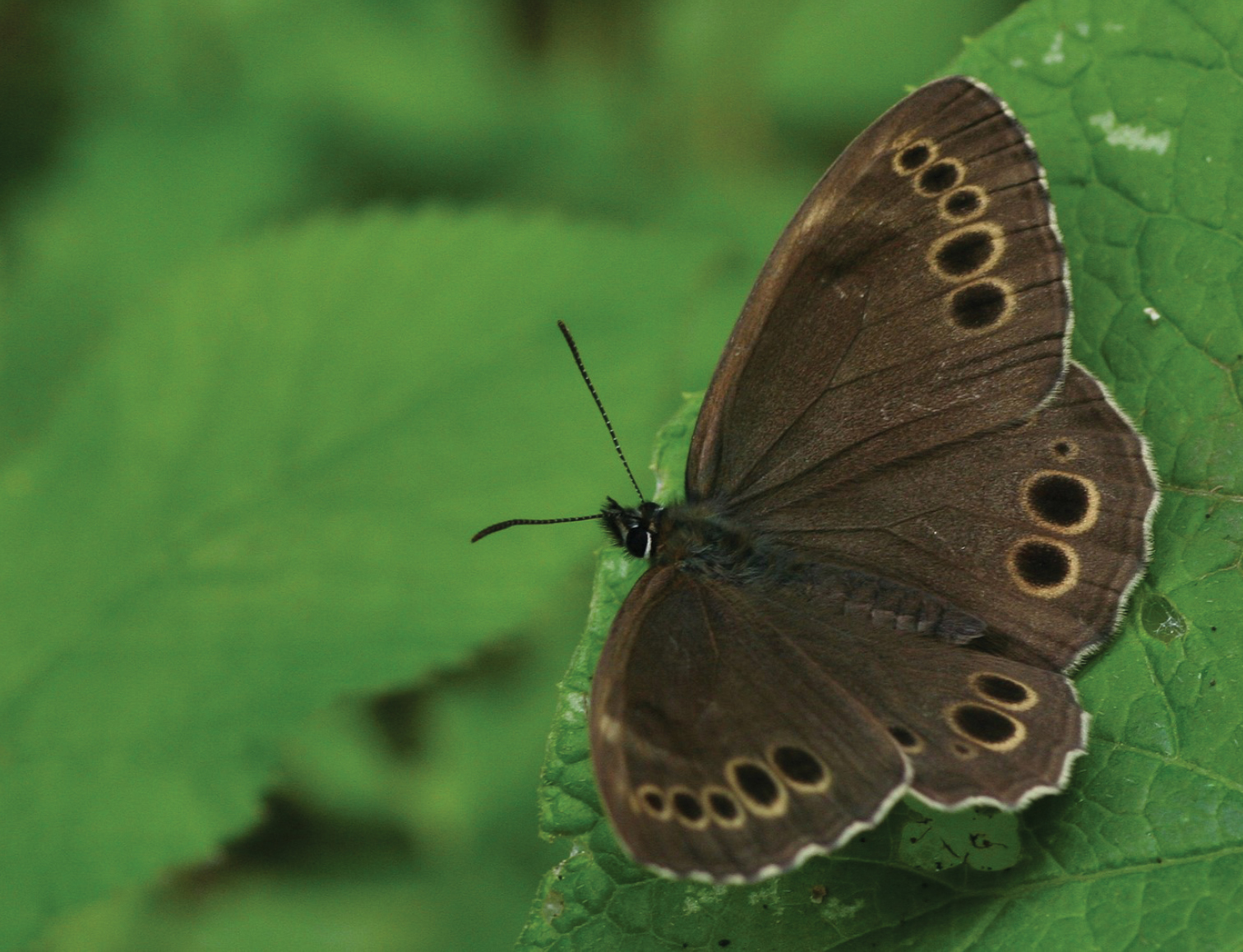
Gelbringfalter

Die Trockenaue ist z. B. ein ganz besonderer Rückzugs- und von vielen, teils sehr seltenen und stark gefährdeten Schmetterlingsarten bevorzugter Lebensraum; z. B. ist der vom Aussterben bedrohte und damit streng geschützte Gelbringfalter (Lopinga achine) hier eine „Flaggschiff-“ bzw. Leitart (engl. Flagship-Species), die ansonsten in Baden-Württemberg lediglich noch in Oberschwaben und auf der Baar zu finden ist; sie ist hochspezialisiert und braucht lichte Wälder, in denen Seggen (Gattung der Sauergrasgewächse) wachsen. Gefunden wurden z. B. auch Baldrian-Scheckenfalter, Blaukernfalter, Graubindiger Mohrenfalter oder Kreuzdorn-Zipfelfalter oder seltene Nachtfalter wie das Braune und Weiße Ordensband, die Eichen-Nulleneule und die Olivgrüne Eicheneule, die Striemen-Rindeneule und die Wiesenrauten-Goldeule oder der Gelbbraune Hecken-Wollafter.
Auf vom Sonnenlicht aufgeheizten Kiesflächen fühlen sich Schlingnattern und verschiedene Eidechsenarten wohl und sind hier heimisch; zu finden ist u. a. auch der Eichen-Zipfelfalter sowie Dachse, Fasane, Fledermäuse, Wildkatzen usw.

### Flora
Auf dem Nährstoff-armen Trockenrasen-Bereichen gedeihen seltene Orchideenarten wie das Helm-Knabenkraut, die pinke Pyramidenorchis und das zartgelbe Sonnenröschen; außerdem z. B. Laucharten, Königskerzen, Thymiane, Wolfsmilch und Sedum („Mauerpfeffer“).

## Naturschutzgebiete
Am Ostufer des Alt- bzw. Restrheins (der Oberrhein ist hier geteilt: Westlich der Landesgrenze im Talweg des Altrheins nach Frankreich, dann der Rheininsel Île de Rhin verläuft der Rheinseitenkanal), der Fließrichtung des Rheins entsprechend hier von Süd nach Nord:

### „Kapellengrien“
Das Naturschutzgebiet (NSG) „Kapellengrien“ liegt bei Bad Bellingen und Efringen-Kirchen im Landkreis Lörrach.

### „Trockenaue Neuenburg“
Das geplante (März 2023) neue NSG „Trockenaue Neuenburg“ bei Neuenburg am Rhein im Landkreis Breisgau-Hochschwarzwald soll über dann 373 Hektar Gesamtfläche das NSG „Käfigecken“ bei Grißheim am Rhein und das NSG „Sandkopf“ bei Zienken (Teilort zu Neuenburg am Rhein) erweitern, zudem im ebenfalls Neuenburger Teilort Steinenstadt das neue Schutzgebiet „Alter Grund“ ausweisen.
Es wird als „ausgedehntes und naturschutzfachlich herausragendes, höchst schutzwürdiges Gebiet in Baden-Württemberg mit [z. B.] Schweizer Alant, Großem Windröschen sowie über zehn Orchideenarten“ beschrieben, an in der Roten Liste gefährdeter Arten als „ausgestorben“, „vom Aussterben bedroht“ oder „stark gefährdet“ aufgeführten Arten vorgefunden wurden außerdem 277 Käfer-, 31 Wildbienen- und Wespen-, 15 Schmetterlings-, sechs Vogel- und Fledermaus-, zwei Heuschrecken-, 18 Pflanzen-, drei Flechten- sowie je eine Libellen- und Reptilienart.
Das strukturreiche Gebiet ist von Buschwald mit lichten Trockenrasen-Stellen oder orchideenreichen Halbtrockenrasen geprägt, ergänzt um Saum-, Stauden- und Gehölzgesellschaften sowie Eichenwälder.

### „Käfigecken“
Im knapp 2000 Hektar großen NSG „Käfigecken“ bei Grißheim besteht seit Juni 2016 ein drei Kilometer langer Naturerlebnispfad. Er wurde im Zug der Umgestaltung im Rahmen des Integrierten Rheinprogramms angelegt. Das zudem europäisches Fauna-Flora-Habitat (FFH)- und „Schonwald“-Gebiet ist Teil des 34 Hektar großen Naturschutzgebiets „Rheinwald Neuenburg“: Unter den Tagfaltern und Widderchen wurden hier 70 von landesweit rund 160 Arten nachgewiesen, bei den Nachtfaltern rund 600 von Baden-Württemberg-weit 950 registriert.